# ماركو فرانكو
ماركو فرانكو (بالإنجليزية: Marco Franco)‏ (6 أكتوبر 1991 بتشينو هيلس في الولايات المتحدة - ) هو لاعب كرة قدم أمريكي في مركز الدفاع. لعب مع شيكاغو فاير وإندي إليفن وOrange County SC ‏ وOrange County Blue Star ‏ وOrange County SC U-23 ‏.

## وصلات خارجية
- ماركو فرانكو على موقع الدوري الأمريكي (الإنجليزية)
- ماركو فرانكو على موقع قاعدة بيانات كرة القدم.إي يو (الإنجليزية)
- ماركو فرانكو على موقع Soccerway.com (الإنجليزية)
- ماركو فرانكو على موقع عالم كرة القدم.نت (الإنجليزية)